# Дайер (Индиана)
Дайер (англ. Dyer) ― город в городке Сент-Джон, округ Лейк, штат Индиана, США. По данным переписи 2010 года, население составляло 16 390 человек. Это юго-восточный пригород Чикаго. Дайер граничит с Мюнстером на севере, некорпорированным поселком Сент-Джон на юге, Шерервиллем на востоке и деревней Линвуд и Саук в Иллинойсе на западе. Граница штата Иллинойс охватывает всю западную границу Дайера. Один из районов Дайера, Брайар-Ридж, охватывает как Дайер, так и соседний Шерервилл. Дайер находится примерно в 30 милях от центра Чикаго и в 12 милях от южной части Чикаго.